# Provinz Bellavista
Die Provinz Bellavista ist eine von zehn Provinzen der Region San Martín in Nord-Peru. Sie hat eine Fläche von 8051 km². Beim Zensus 2017 wurden in der Provinz 58.370 Einwohner gezählt. Im Jahr 1993 lag die Einwohnerzahl bei 34.414, im Jahr 2007 bei 49.293. Die Provinzverwaltung befindet sich in der Stadt Bellavista.

## Geographische Lage
Die Provinz Bellavista liegt in der peruanischen Ostkordillere. Sie erstreckt sich über das Einzugsgebiet des Río Biavo, einen rechten Nebenfluss des Río Huallaga. Dieser durchquert den Norden der Provinz. Über den Südteil der Provinz erstreckt sich der Nationalpark Cordillera Azul.
Die Provinz Bellavista grenzt im Südwesten an die Provinz Tocache, im Westen an die Provinz Mariscal Cáceres, im Nordwesten an die Provinz Huallaga, im Norden an die Provinzen El Dorado und Picota, im Osten an die Provinz Ucayali (Region Loreto) sowie im Süden an die Provinz Leoncio Prado (Region Huánuco).

## Verwaltungsgliederung
Die Provinz Bellavista ist in sechs Distrikte gegliedert. Der Distrikt Bellavista ist Sitz der Provinzverwaltung.
| Distrikt   | Verwaltungssitz |
| ---------- | --------------- |
| Alto Biavo | Cuzco           |
| Bajo Biavo | Nuevo Lima      |
| Bellavista | Bellavista      |
| Huallaga   | Ledoy           |
| San Pablo  | San Pablo       |
| San Rafael | San Rafael      |